# Xylopteryx guichardi
Xylopteryx guichardi là một loài bướm đêm trong họ Geometridae.